# کابوی کارتر
کابوی کارتر (انگلیسی: Cowboy Carter) هشتمین آلبوم استودیویی خوانندهٔ آمریکایی بیانسه است که در ۲۹ مارس ۲۰۲۴ از طریق پارکوود انترتینمنت و کلمبیا رکوردز منتشر شد. این اثر پس از رنسانس (۲۰۲۲) دومین قسمت از پروژه سه‌گانهٔ بیانسه به‌شمار می‌رود. بیانسه این آلبوم را به‌عنوان بازآفرینی آمریکانا به وجود آورد و تمرکز خود را بر روی سهم چشم‌پوشی‌شدهٔ پیشگامان سیاه‌پوست در تاریخ فرهنگی و موسیقی آمریکا گذاشت.
اگرچه بسیاری کابوی کارتر را آلبومی کانتری و آمریکانا نامیدند، این آلبوم آمیزه‌ای از موسیقی ایالت‌های جنوبی آمریکا مانند پاپ، هیپ هاپ، ریتم اند بلوز، سایکدلیک سول، راک اند رول، بلوگرس و فولک است. این آلبوم به شکل پخش رادیویی اجرا می‌شود و خواننده‌های کانتری، دالی پارتن، لیندا مارتل و ویلی نلسون در نقش دی‌جی حضور دارند. در چند ترانه از این آلبوم هنرمندان کمتر شناخته‌شدهٔ کانتری سیاه‌پوست مانند تانر ادل، بریتنی اسپنسر، تیرا کندی، رینا رابرتز، شابوزی و ویلی جونز حضور دارند. موسیقی با تکیه بر طیفی از آلات موسیقی آکوستیک، نواخته‌شده توسط موسیقی‌دانانی از جمله استیوی واندر، پل مک‌کارتنی، نایل راجرز، جان باتیست و ریانون گیدنز اجرا می‌شود.
خبر انتشار این آلبوم در ۱۱ فوریهٔ ۲۰۲۴ در رسانه‌های اجتماعی این خواننده پس از یک تیزر در تبلیغات ورایزن که در جریان سوپر بول ۵۸ پخش شد، اعلام گردید. بیانسه به‌طور همزمان تک‌آهنگ‌های دوگانهٔ آلبوم یعنی «تگزاس هولدم» و «۱۶ کالسکه» را منتشر کرد. کابوی کارتر با تحسین منتقدان روبه‌رو شد و نامش در فهرست‌های متعددی از برترین‌های پایان سال قرار گرفت. این آلبوم در شصت و هفتمین مراسم جوایز گرمی برندهٔ آلبوم سال و بهترین آلبوم کانتری شد. بیانسه نخستین هنرمند سیاه‌پوست بود که برندهٔ جایزهٔ بهترین آلبوم کانتری شد. تور کنسرتی کابوی کارتر از ۲۸ آوریل ۲۰۲۵ آغاز شد.

## پیشینه و توسعه
بیانسه در هیوستون، تگزاس به دنیا آمد و بزرگ شد. در آن‌جا میراث کابوی و موسیقی کانتری و زیدکو این شهر در تربیت او نقش داشت. او از سنین پایین به موسیقی کانتری گوش می‌داد. او در طول زندگی حرفه‌ای خود به تجلیل منشأ کانتری و جنوبی خود ادامه داد.
بیانسه در لیموناد (۲۰۱۶) با «درس‌های بابا» نخستین بار قطعه‌ای کانتری منتشر کرد. بیانسه همراه با د چیکس این قطعه را در پنجاهمین جوایز سالانه انجمن موسیقی کانتری در ۲ نوامبر ۲۰۱۶ اجرا کردند. این اجرا تا حد زیادی توسط منتقدان تحسین شد و به انجمن موسیقی کانتری بالاترین آمار بیننده در تاریخ را داد. با این حال، برخی از طرفداران موسیقی کانتری از حضور بیانسه انتقاد کردند و ادعا کردند که او به این ژانر تعلق ندارد. انجمن موسیقی کانتری همه پست‌های تبلیغاتی مربوط به اجرای بیانسه را حذف کرد. این اقدام به‌عنوان تسلیم در برابر فشارها در تلاش برای جلوگیری از واکنش‌های منفی علیه سازمان دیده می‌شد. در دسامبر ۲۰۱۶، لیموناد نامزدی ۹ گرمی شد، اما طبق گزارش‌ها، «درس‌های بابا» به دلایل نامعلومی توسط کمیته موسیقی کانتری آکادمی ضبط رد شد.
این تجربه‌ها منجر به ایجاد کابوی کارتر شد. بیانسه توضیح داد که چگونه برای او آشکار شد که در فضای موسیقی کانتری مورد استقبال قرار نمی‌گیرد، اما به جای اینکه اجازه دهد انتقاد او را از این ژانر خارج کند، باعث شد محدودیت‌های ایجادشده را پشت سر بگذارد. او تاریخچهٔ موسیقی کانتری و فرهنگ غربی و ریشه‌های آفریقایی-آمریکایی آن تحقیق کرد. او همچنین در مورد اینکه چگونه از نظر تاریخی، ۵۰ درصد از کابوی‌ها سیاه‌پوست بودند، مطالعه کرد و گفت: «بعد از اینکه فهمیدم واژه 'کاوبوی' از کجا آمده، متوجه شدم که چقدر از داستان‌های کابوی سیاه‌پوست، قهوه‌ای و بومی در تاریخ آمریکا گم شده است.» این مطالعات الهام بخش مجموعه‌لباس‌های سال ۲۰۲۱ شرکت آیوی پارک بود. به گفته طراح صحنه اس دولین، بیانسه پس از این تحقیق تصمیم گرفت که می‌خواهد موسیقی آمریکایی و کانتری را از دیدگاه سیاه‌پوستان بازیابی کند. همکار ریانون گیدنز خاطرنشان کرد که بیانسه قصد نداشت یک آلبوم کانتری متقاطع معمول بسازد، بلکه می‌خواست ریشه‌های خانواده‌اش را از طریق موسیقی کشف کند.
کابوی کارتر بیش از پنج سال در حال ساخت بود. بیانسه نوشتن آلبوم را در سال ۲۰۱۹ کرد و ضبط آن را در طول دنیاگیری کووید-۱۹ ادامه داد. او آن را خلاق‌ترین دورهٔ خود توصیف کرد. این آلبوم قسمت دوم («پردهٔ دوم») پروژه سه‌گانه‌ای را تشکیل می‌دهد که بیانسه در این دوره ضبط کرد. اولین پرده رنسانس (۲۰۲۲) بود که در وهله اول آلبومی هاوس و دیسکو است که نیاکان پیشروی سیاه‌پوست موسیقی رقص را برجسته و تکریم می‌کند، و برخی را به این باور رساند که هدف هر آلبوم در این سه‌گانه، کشف ریشه‌های سیاه‌پوست از نوعی ژانر موسیقی متفاوت است.
بین سال‌های ۲۰۲۰ تا ۲۰۲۴، دالی پارتن بارها گفت که دوست دارد بیانسه ترانهٔ «جولینِ» او را بازخوانی کند. پارتن در سال ۲۰۲۴ گفت: «فکر می‌کنم او 'جولین' را ضبط کرده است. و اینکه فکر می‌کنم احتمالاً در آلبوم کانتری او قرار خواهد گرفت، که راجع به آن بسیار هیجان‌زده هستم…»

## ساختار
بیانسه حدود ۱۰۰ ترانه برای این آلبوم ضبط کرد. هر ترانه نسخه بازخیالی‌شدهٔ خودش از یک فیلم وسترن، شامل گاوچران شهری (۱۹۸۰), هشت نفرت‌انگیز (۲۰۱۵)، گاوچران‌های فضا (۲۰۰۰)، هرچه قوی‌تر، سخت‌تر زمین‌می‌خوری (۲۰۲۱)، قاتلان ماه گل (۲۰۲۳)، تلما و لوییز (۱۹۹۱) و ای برادر، کجایی؟ (۲۰۰۰) است.
کابوی کارتر به‌طور کلی آلبومی کانتری و وسترن توصیف می‌شود و ژانرهای گوناگونی از جمله بلوز، سول، راک، ریتم اند بلوز، zydeco, فولک، بلوگرس، اپرا، go-go, فلامنکو، funk carioca, فادو، کلاسیک راک، هیپ هاپ، پاپ، هاوس و Jersey club را با یکدیگر ترکیب می‌کند. این آلبوم به‌عنوان برنامهٔ پخش یک ایستگاه رادیویی تخیلی تگزاسی ارائه می‌شود و خوانندگان کانتری دالی پارتن، لیندا مارتل و ویلی نلسون به‌عنوان دی‌جی‌های رادیویی در آن گویندگی می‌کنند.

## تبلیغ و انتشار
این آلبوم نخستین بار در ۱۱ فوریه ۲۰۲۴ در جریان سوپر بول ۵۸ اعلام شد و آن زمان نامی نداشت.
پس از پخش، بیانسه یک تیزر ویدیویی از پردهٔ دوم در اینستاگرام منتشر کرد. این ویدئو که توسط هنرمند و فیلم‌ساز بریتانیایی نادیا لی کوهن کارگردانی شده است، تجلیلی از فیل پاریس، تگزاس (۱۹۸۴) است به بلستر مرزی اشاره می‌کند و ترانهٔ سال ۱۹۵۵ چاک بری را به نمایش می‌گذارد. در همان روز، وب‌سایت رسمی این خواننده به‌روزرسانی شد تا هشتمین آلبوم استودیویی او با نام پردهٔ دوم را اعلام کند که برای انتشار در ۲۹ مارس برنامه‌ریزی شده یود. پس از آن، دو تک‌آهنگ آغازین آلبوم، «تگزاس هولدم» و «۱۶ کالسکه» به‌طور همزمان برای دانلود و پخش دیجیتال در دسترس قرار گرفتند. در ۱۲ مارس، بیانسه اعلام کرد که نام آلبوم کابوی کارتر خواهد بود. او در کنارش کالاهای مربوط به آلبوم را معرفی کرد.
در ۱۹ مارس ۲۰۲۴، بیانسه جلد آلبوم را از طریق اینستاگرام اعلام کرد و گفت که «سورپرایزها» و همکاری‌هایی در آلبوم وجود خواهد داشت. در ۲۷ مارس، او فهرست قطعات آلبوم را در یک پوستر مضمونی اعلام کرد.

## طرح روی جلد

زن اسب‌سواری در حال ارائه پرچم آمریکا در نمایش سوارکاری در تگزاس

جلد آلبوم کابوی کارتر توسط عکاس تگزاسی بلر کالدول گرفته شده است. تقریباً مانند جلد رنسانس — که در آن بیانسه بر روی یک اسب توپ دیسکومانند ثابت نشسته بود — طرح روی جلد کابوی کارتر بیانسه را بر فراز یک لیپیزان خاکستری در حال تاختن کامل نشان می‌دهند. او سوار بر زین اسب (به سبک سلطنتی) است و لباس یک‌تکه قرمز، سفید و آبی، به‌همراه کلاه گاوچران و ارسی که روی آن «کابوی کارتر» نوشته شده بر تن دارد. او افسار اسب را در یک دست و پرچم بزرگ آمریکا را در دست دیگر دارد. این تصاویر یادآور افراد رودئو کوئین است که به‌طور مشابه پرچم را سوار بر اسب خود پس از کسب عنوان قهرمانی، حمل می‌کنند.
جلد آلبوم موضوع بحث و تشریح منتقدان بود. فرانچسکا تی رویستر، استاد دانشگاه دوپال نوشت: «انتخاب زیبایی‌شناختی جسورانه است و به نظر می‌رسد بیانسه شیوه‌های را نشان می‌دهد که خودش را در مکالمات دربارهٔ ناسیونالیسم (موضوعی که برای بحث دربارهٔ موسیقی کانتری بسیار مهم است)، میهن‌پرستی و اصالت قرار می‌دهد.» منتقدان الهامات و کنایه‌های مختلفی را برای جلد پیشنهاد کردند، از جمله پرتره‌های رئیس‌جمهوری، ناپلئون در حال عبور از آلپ اثر ژاک-لویی داوید، قهرمان اثر مارینا آبراموویچ، پرتره سوارکاری پادشاه فیلیپ دوم (مایکل جکسون) اثر کهیند وایلی، مسابقهٔ اسب‌سواری بیل پیکت، و سالی گاردنر در تاخت‌وتاز اثر ادوارد مایبریج.

## بازخورد انتقادی
| بررسی جمعی      | بررسی جمعی |
| منبع            | رتبه‌بندی   |
| --------------- | ---------- |
| انی‌دیسنت‌میوزیک؟ | ۸٫۴/۱۰     |
| متاکریتیک       | ۹۲/۱۰۰     |
| بررسی انتقادی   |            |
| منبع            | رتبه‌بندی   |
| آل‌میوزیک        | [ ۵۷ ]     |
| دیلی تلگراف     | [ ۵۸ ]     |
| گاردین          | [ ۵۹ ]     |
| HipHopDX        | ۴٫۸/۵      |
| ایندیپندنت      | [ ۶۱ ]     |
| آیریش تایمز     | [ ۶۲ ]     |
| ان‌ام‌ئی          | [ ۶۳ ]     |
| پیچفورک         | ۸٫۴/۱۰     |
| رولینگ استون    | [ ۶۴ ]     |
| اسلنت مگزین     | [ ۶۵ ]     |

کابوی کارتر پس از انتشار با تحسین همگانی منتقدان روبه‌رو شد و برخی آن را «شاهکار» توصیف کردند. منتقدان ترکیب ژانرهای مختلف و آواز بیانسه را ستودند و این آلبوم را یک بیانیه سیاسی بزرگ و یک قصیدهٔ شخصی برای خاستگاه بیانسه توصیف کردند. این آلبوم در وبگاه جمع‌آوری نقد متاکریتیک، بر پایهٔ نظر ۲۰ منتقد، میانگین نمرهٔ ۹۲ از ۱۰۰ را دریافت کرد که نشان‌دهنده «تحسین همگانی» است.

## جدول‌ها
| جدول (۲۰۲۴)                                    | بالاترین جایگاه |
| ---------------------------------------------- | --------------- |
| آلبوم‌های استرالیا (ای‌آرآی‌ای)                   | ۱               |
| آلبوم‌های کانتری استرالیا (ای‌آرآی‌ای)            | ۱               |
| آلبوم‌های اتریشی (آلبوم‌های او۳)                 | ۱               |
| آلبوم‌های بلژیکی (اولتراتاپ فلاندرز)            | ۱               |
| آلبوم‌های بلژیکی (اولتراتاپ والونیا)            | ۱               |
| آلبوم‌های کانادایی (بیلبورد)                    | ۱               |
| آلبوم‌های چک (سی‌ان‌اس آی‌اف‌پی‌آی)                  | ۵               |
| آلبوم‌های دانمارکی (هیت‌لیستن)                   | ۱               |
| آلبوم‌های هلندی (جدول‌های هلند)                  | ۱               |
| آلبوم‌های فنلاندی (جدول رسمی فنلاند)            | ۱۱              |
| آلبوم‌های فرانسوی (اس‌ان‌ئی‌پی)                    | ۱               |
| آلبوم‌های آلمانی (۱۰۰ آلبوم برتر رسمی)          | ۱               |
| آلبوم‌های مجارستانی (ماهاز)                     | ۶               |
| آلبوم‌های ایسلندی (Plötutíðindi)                | ۲               |
| آلبوم‌های ایرلندی (شرکت جدول‌های رسمی)           | ۱               |
| آلبوم‌های ایتالیا (FIMI)                        | ۶               |
| آلبوم‌های دیجیتالی ژاپن (اوریکون)               | ۱۵              |
| آلبوم‌های برتر ژاپن (بیلبورد ژاپن)              | ۵۹              |
| آلبوم‌های لیتوانی (AGATA)                       | ۴               |
| آلبوم‌های نیوزیلند (RMNZ)                       | ۱               |
| آلبوم‌های نروژی (وی‌جی-لیستا)                    | ۱               |
| آلبوم‌های لهستانی (ZPAV)                        | ۳               |
| آلبوم‌های پرتغالی (ای‌اف‌پی)                      | ۱               |
| آلبوم‌های اسکاتلندی (شرکت جدول‌های رسمی)         | ۱               |
| آلبوم‌های اسلواکی (ČNS IFPI)                    | ۴               |
| آلبوم‌های اسپانیایی (پروموزیکای)                | ۱               |
| آلبوم‌های سوئد (Sverigetopplistan)              | ۱               |
| آلبوم‌های سوئیسی (جدول موسیقی سوئیس)            | ۱               |
| آلبوم‌های بریتانیا (شرکت جدول‌های رسمی)          | ۱               |
| آلبوم‌های آمریکانا بریتانیا (شرکت جدول‌های رسمی) | ۱               |
| آلبوم‌های کانتری بریتانیا (شرکت جدول‌های رسمی)   | ۱               |
| بیلبورد ۲۰۰ ایالات متحده                       | ۱               |
| آلبوم‌های محلی ایالات متحده (بیلبورد)           | ۱               |
| آلبوم‌های کانتری برتر ایالات متحده (بیلبورد)    | ۱               |